# Billy Usselton
William Hugh „Billy“ Usselton (* 2. Juli 1926 in New Castle (Pennsylvania); † 5. September 1994 in Tempe (Arizona)) war ein amerikanischer Jazzmusiker (Tenorsaxophon, Klarinette).
Usselton war als Musiker Autodidakt und lernte zunächst Klarinette, als er mit zehn Jahren Schallplatten von Benny Goodman hörte. Mit 16 Jahren wechselte er schließlich zum Tenorsaxophon als Hauptinstrument. Er arbeitete in Los Angeles ab Mitte der 1940er-Jahre in der Bigband von Sonny Dunham (bei dem auch erste Aufnahmen entstanden), von 1949 bis 1953 bei Ray Anthony, und von 1955 bis 1960 bei Les Brown. Unter eigenem Namen spielte er für Kapp Records im Stil des West Coast Jazz ein einziges Album ein, Billy Usselton Sextet – His First Album, an dem in wechselnden Besetzungen Abe Aaron, Bobby Burgess, Buddy Clark, Frank Capp, Larry Bunker, Lloyd Morales, Mel Pollan und Paul Moer mitwirkten. Weitere Aufnahmen in Sextett-Besetzung (nun mit Mel Lewis)  folgten kurz danach für ein Kompilationsalbum von Kapp.
In den 1960er-Jahren  spielte Usselton mit Jimmy Henderson, Dave Pell, Frank Capp, Pete Fountain, Tex Beneke & The Modernaires, Benny Goodman, Glen Sponseller, in den späten 1970er-Jahren noch bei The New Chicago Rhythm Kings (Don’t Mean a Thing If It Ain’t Got That Swing). Im Bereich des Jazz war er zwischen 1946 und 1978 an 132 Aufnahmesessions beteiligt, auch als Begleitmusiker von Patti Page, Frank Sinatra, Andy Williams, Ella Fitzgerald, Nat King Cole, Georgia Carr, The Four Freshmen und Ann-Margret (The Vivacious One).